# Вольфрам, Рихард
Рихард Вольфрам (нем. Richard Wolfram, 16 сентября 1901, Вена — 30 мая 1995, Трайсмауэр) — немецкий и австрийский фольклорист, музыковед, руководящий сотрудник Аненербе, унтерштурмфюрер СС. 

## Биография
В 1920—1926 гг. изучал германскую филологию, скандинавские языки и литературу в Венском университете. С 1928 года преподавал там же шведский язык. Сотрудничал в Исследовательском обществе германского Юго-Востока (Südostdeutschen Forschungsgemeinschaft) этнологического музея в Вене.
1 июня 1932 года вступил в НСДАП (членский билет № 1 088 974). Работал корреспондентом для шведских газет, в том числе «Nya Daglig Allemanda», в которых освещал события, происходящие в Австрии, с национал-социалистической точки зрения. Был председателем германо-шведского объединения «Svea». В 1936 г. защитил докторскую диссертацию на тему «Танцы с мечами и мужские союзы». В 1937 году стал работать в антисемитском «Объединении фольклористики». С лета 1938 года — руководитель учебно-исследовательского отдела немецкой фольклористики Аненербе. С июня 1939 года — экстраординарный профессор на кафедре немецкого фольклора Венского университета. Также занимался музыковедением — особой сферой интереса Вольфрама были германские танцы с мечами (см. шотландский аналог) как олицетворение нордических германских мужских союзов.
Танцы представляются в качестве скрытых меняющихся образов, которые посредством своей бьющей через край силы содействуют жизни и развитию".Рихард Вольфрам

В 1940—1941 и в 1944 гг. — руководитель рабочей группы по обычаям и народным поверьям «Комиссии по культуре» в Южном Тироле. С августа 1942 года — сотрудник научного управления представительства Аненербе в Осло (Außenstelle Oslo). Занимался поиском и присвоением культурных ценностей. С 1943 года входил в Личный штаб рейхсфюрера СС. В июле 1944 года находился в Норвегии с особым поручением по исследованию скандинавского фольклора.
В 1945 году Вольфраму было временно запрещено работать по профессии. В 1954 году вернулся к преподаванию, в 1959 году восстановился в звании экстраординарного профессора. С 1961 года — директор Института фольклора Венского университета. С 1963 года — ординарный профессор австрийского и европейского фольклора. В 1985 году в Зальцбургском университете был создан «Исследовательский институт Рихарда Вольфрама» (Richard-Wolfram-Forschungsstelle).

## Награды
- Крест Военных заслуг 2-й степени (16.2.1945)
- Австрийский крест за заслуги в области науки и искусства 1-го класса (1977)
- Золотой Почётный знак земли Зальцбург[нем.] (1984)
- Командор ордена Полярной звезды (1975, Швеция)
- Кавалер 1 класса ордена Вазы (1930, Швеция)

## Избранные сочинения
- Ernst Moritz Arndt und Schweden, Diss. Wien 1926.
- Schwerttanz und Schwerttanzspiel in Wr. Zs. f. Volkskunde 37 (1932)
- Die Frühform des Ländlers in Zs. f. Volkskunde N. F. 5 (1933)
- Salzburger Volkstänze in Wr. Zs. f. Volkskunde 38 (1933)
- Der Spanltanz u. seine europäischen Verwandten, ein weitverbreiteter Geschicklichkeits-Schwerttanz in Oberdt. Zs. f. Volkskunde 9 (1935)
- Schwerttanz und Männerbund, Kassel 1935.
- Der Pinzgauer Tresterertanz in Wr. Zs. f. Volkskunde 41 (1936)
- Deutsche Volkstänze. Leipzig 1937.
- Die Volkstanznachrichten in den Statistischen Erhebungen Erzhzg. Johanns in H. Koren [Fs.] V. v. Geramb 1949
- Die Volkstänze in Österreich und verwandte Tänze in Europa, Salzburg 1951.
- Vom Singen in der Gottschee in JbÖVw 6 (1957)
- Spuren älteren Melodiegutes in den Aufzeichnungen alpenländischen Volksgesanges in O. Kolleritsch. Graz 1974.
- Franz Friedrich Kohl. Sein Leben u. seine Bedeutung f. das Volkslied in Tirol in Beiträge zur Volksmusik in Tirol 1978.
- Die Siebenbürger Volkstänze in Jb. f. ostdt. Volkskunde 22 (1978)
- Großformen der Salzburger Brauchtumstänze in W. Deutsch// Die Volksmusik im Lande Salzburg 1979
- Der "Steirische Tanz". Seine Eigenart u. seine Stellung im europäischen Tanzgut in Reiner Hefte f. Volkskunde 2 (1981)
- Ein neugefundenes Schwerttanzmanuskript des 18. Jh.s aus dem Salzkammergut in JbÖVw 32/33 (1984)
- Reigen- u. Kettentanzform in Europa 1986.